# Megumu Tamura
Megumu Tamura (japonsko 田村 恵), japonski nogometaš, * 10. januar 1927, † 8. oktober 1983.
Za japonsko reprezentanco je odigral tri uradne tekme.